# اتو هرمان کان
اتو هرمان کان (انگلیسی: Otto Hermann Kahn؛ ۲۱ فوریهٔ ۱۸۶۷ – ۲۹ مارس ۱۹۳۴) یک بانک‌دار اهل آلمان، بریتانیا و ایالات متحده بود.

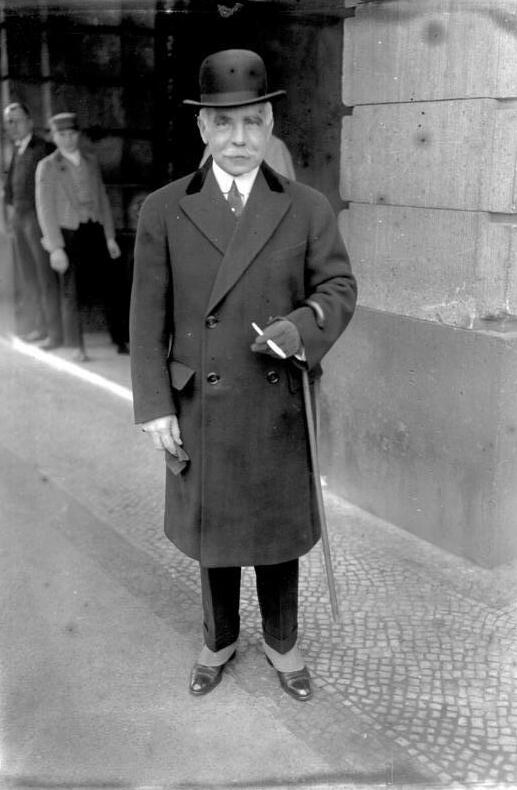
اتو کان.

## زندگینامه
او در سال ۱۸۶۷ در مانهایم آلمان به دنیا آمد. پدر او برنارد کان و مادر او اما ابرشتاد بود. والدین او هر دو یهودی بودند. پدر او در سال ۱۸۴۸ به ایالات متحده مهاجرت کرده بود و شهروندی این کشور را دریافت کرده بود؛ ولیکن بعد از اخذ شهروندی دوباره به آلمان بازگشت. در سن ۱۷ سالگی کان شروع به کار در یک بانک نمود. او سه سال در این پست باقی ماند. او سپس به مدت یکسال در ارتش خدمت کرد. بعد از ارتش او به شعبه لندن بانک دویچه رفت و در آنجا پنجسال باقی ماند. او آنقدر در بانکداری با استعداد بود که بعد از مدت کمی نایب رئیس بانک شد. او به زندگی انگلیسی علاقه‌مند شد و تصمیم گرفت تابعیت انگلیسی دریافت کند. در سال ۱۸۹۳ او یک پیشنهاد کار از اسپیر و کمپانی را قبول کرد و به ایالات متحده رفت و در نیویورک ساکن شد. در سال ۱۸۹۶ با آدی وولف ازدواج کرد و بعد از یکسال به شرکت کوهن، لوئب و شرکاء ملحق شد. پدرزن او آبراهام وولف در این شرکت کار می‌کرد. در سال ۱۹۱۷ او تابعیت انگلیسی را از دست داد و تابعیت ایالات متحده دریافت کرد. کان با جاکوب شیف و پل و فلیکس واربرگ روابط نزدیکی داشت.
کان بسیار خوشبرخورد بود و زبان بسیار قوی داشت. در سال ۱۹۳۳ او موفق شد خشم کنگره نسبت به بانکداران را به خاطر فروپاشی اقتصادی سال ۱۹۲۹ خنثی کند. کان در دانشگاه م. آی. تی؛ و کالج راتجرز نیز دارای نقش بود. در اواخر عمر او به شدت بیمار شد و در سن ۶۷ سالگی به دلیل سکته قلبی درگذشت.

## خانواده
کان در یکی از خانواده‌های یهودی بسیار معروف در آلمان به دنیا آمده بود.
- برنارد کان، پدر او فرزند مایکل کان و فرانزیسکا بئر بود که در انقلاب ۱۸۴۸ شرکت داشتند و به اعدام محکوم شدند. مایکل کان به ایالات متحده گریخت و شهروند ایالات متحده شد. ده سال بعد او دوباره به آلمان بازگشت.
- اما استفانی ابرشتادت، دختر تاجر معروف فردیناند ابرشتادت بود.

این زوج هشت فرزند داشتند که اتو فرزند پنجم بود.
- فرانز مایکل کان، وکیل آلمانی
- کلارا ماریا، وکیل آلمانی و عضو هیئت رئیسه AEG
- رابرت کان، موسیقیدان آلمانی
- الیزابت فرانزیسکا، با فلیکس دویچ، مؤسس AEG ازدواج کرد.
- پال فردریچ کان، مدیر AEG در آتن.
- فلیکس پل کان، بانکدار در کوهن، لوئب و شرکاء، رئیس پارامونت پیکچرز
- هدویگ

## در فرهنگ
تصویر کان در بازی معروف مونوپولی به عنوان سمبل استفاده شده است.